# 尊室濟
尊室濟（越南语：／，1872年5月4日—1953年6月16日），越南阮朝官員。

## 生平
1872年，尊室濟出生於乂安。他出身於阮朝宗室第七系，父親尊室澈曾任清化總督。
成泰十二年（1900年），尊室濟在承天場鄉試中舉人。
1901年，任知縣。1906年，任知府。1911年，任平定按察使。1915年，升任平定布政使。1916年，任承天府尹。1917年，任工部參知。1919年，任慶和巡撫。1924年，任平順巡撫。
1927年升協佐大學士，致事。

## 家庭
尊室濟有2妻1妾。
- 原配黃氏柳（Hoàng Thị Liễu），生一子二女，子尊室清、長女尊女氏槐、次女尊女氏松；尊女氏槐（Tôn Nữ Thị Hòe）嫁裴春儲（Bùi Xuân Trữ），生裴春胞，後者曾出任越南共和國文化、教育與青年部次長。[5][6]
- 繼配胡氏艷（Hồ Thị Diệm），生4子2女，子尊室澂、尊室活、尊室澤、尊室涵，女尊女氏慶、尊女氏安
- 妾陳氏鳥（Trần Thị Điểu），生2子，子尊室淵、尊室濂

## 榮譽
- 法國榮譽軍團勳章騎士勳位（1926年）[3][7]
- 大南龍星指揮官勳位（1932年）[3]
- 明農佩星軍官勳位（1938年）[3]